# Isis (Zeitschrift, 1912)
Isis ist eine wissenschaftliche Zeitschrift für Naturwissenschaftsgeschichte. Sie erscheint vierteljährlich und wird von der University of Chicago herausgegeben.
Isis veröffentlicht Artikel zur Geschichte der Naturwissenschaften, Medizin und Technik und ihrer kulturgeschichtlichen Bedeutung. Sie wurde 1912 von George Sarton gegründet und ist die älteste englischsprachige Zeitschrift dieses Themengebiets. 
Neben vier regulären Ausgaben erscheint jährlich eine Band der Bibliographie aktueller Bücher, Rezensionen und Zeitschriftenartikel des Themengebiets.
Isis ist zugleich das offizielle Journal der History of Science Society (HSS). Der Herausgeber ist seit 2017 H. Floris Cohen in Utrecht. Die Zeitschrift wird durch den Dibner-Fonds (Dibner Fund) finanziell gefördert.